# هایما ۲
هایما ۲ یک هاچ بک ساب کامپکت است که توسط هایما از سال ۲۰۰۹ تا ۲۰۱۵ تولید شده و بر اساس پلت فرم نسل سوم مزدا ۲ ساخته شده است.

## بررسی اجمالی
این خودرو یک کپی از خودروی مزدا ۲ می‌باشد. این خودرو با یک موتور ۱٫۳ یا ۱٫۵ لیتری به همراه یک گیربکس ۵ سرعته دستی یا یک گیربکس ۶ سرعته دستی عرضه می‌شد. قیمت این خودرو از ۵۳٬۹۰۰ یوان تا ۶۸٬۹۰۰ یوان متغیر بود. این خودرو در سال ۲۰۱۳ یک فیس لیفت که باعث تغییر سبک طراحی سپرهای جلو و عقب شد را تجربه کرد.

## نگارخانه

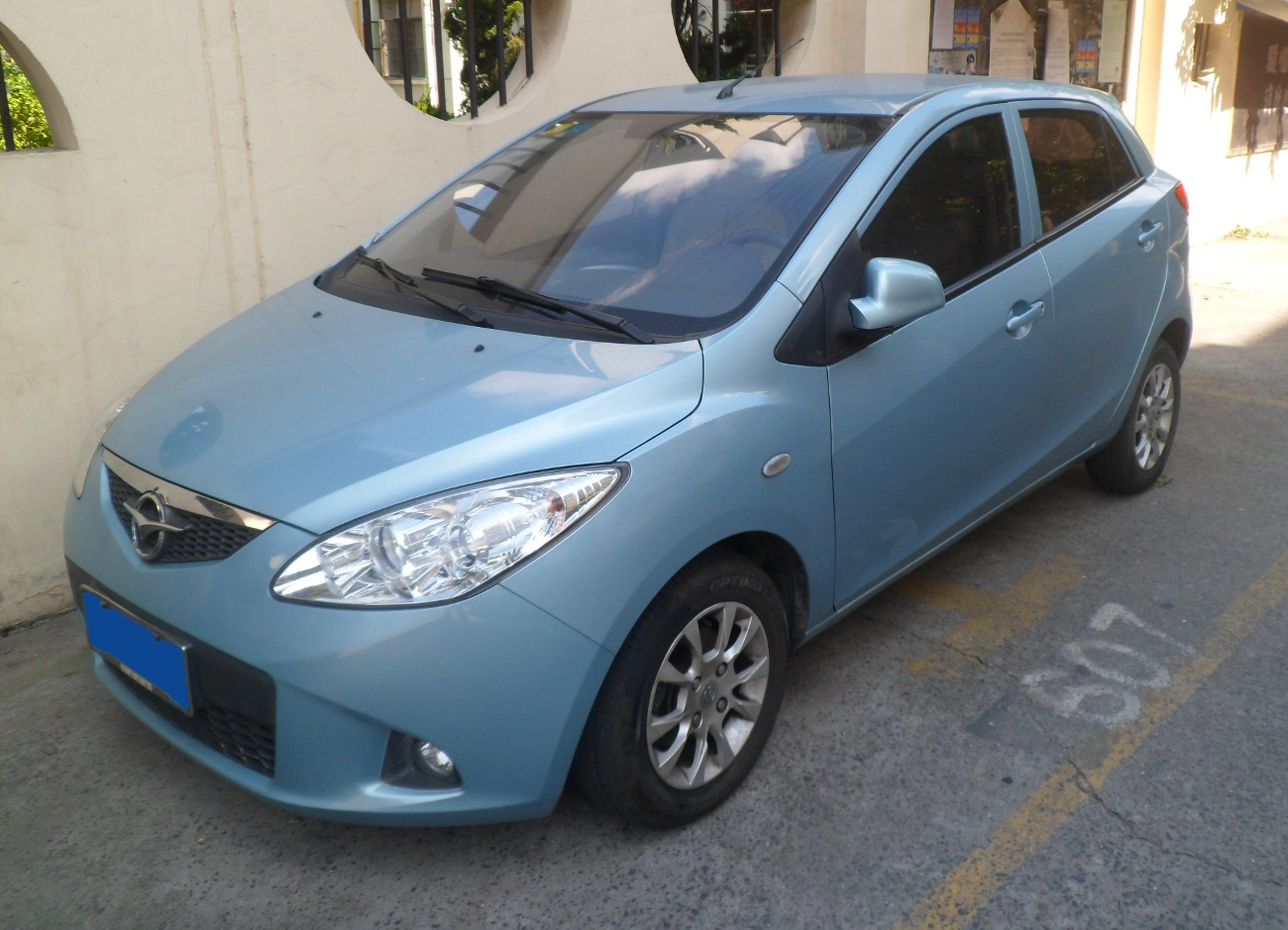
هایما ۲ پیش از لیفت صورت (جلو)
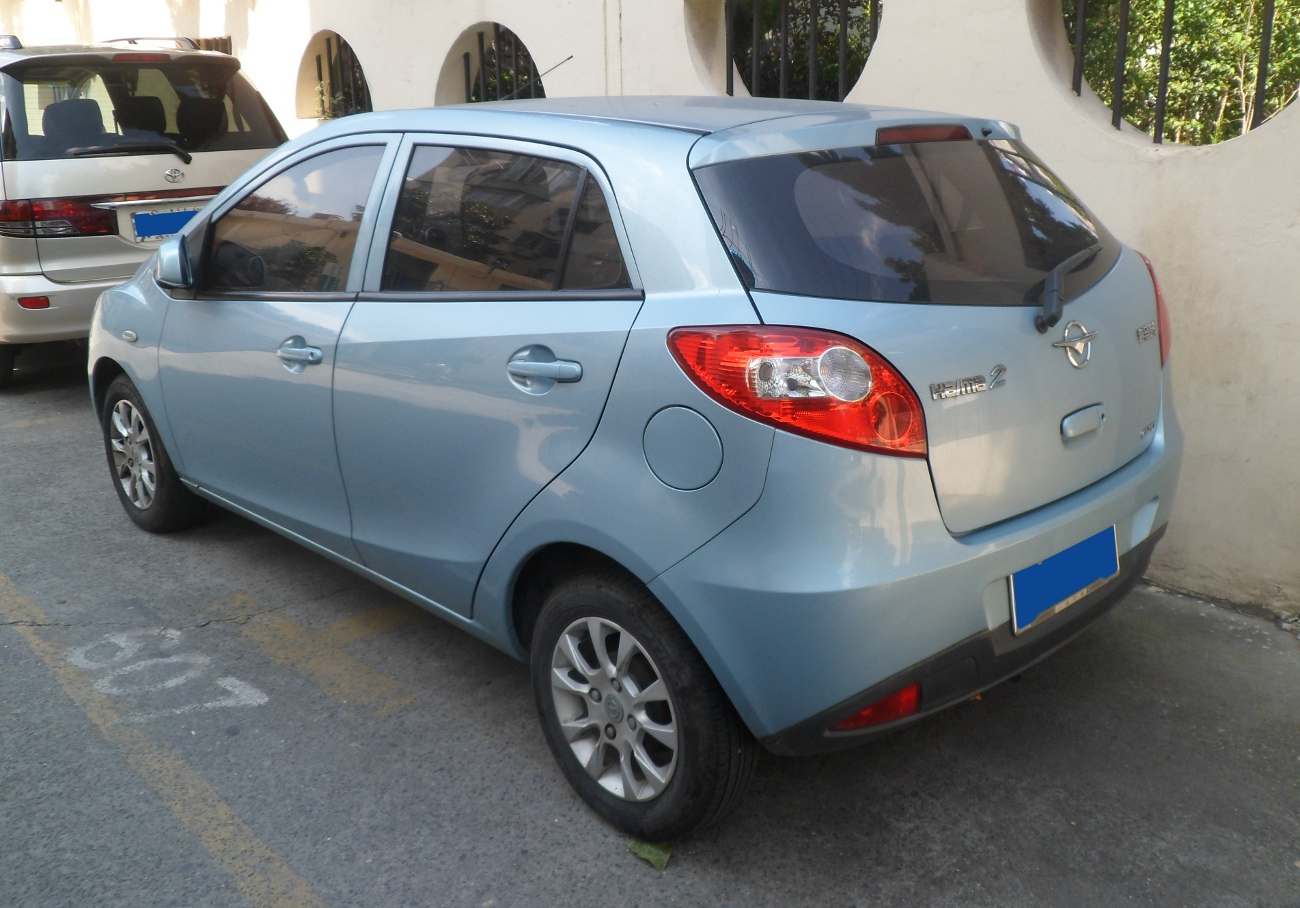
هایما ۲ پیش فیس لیفت (عقب)
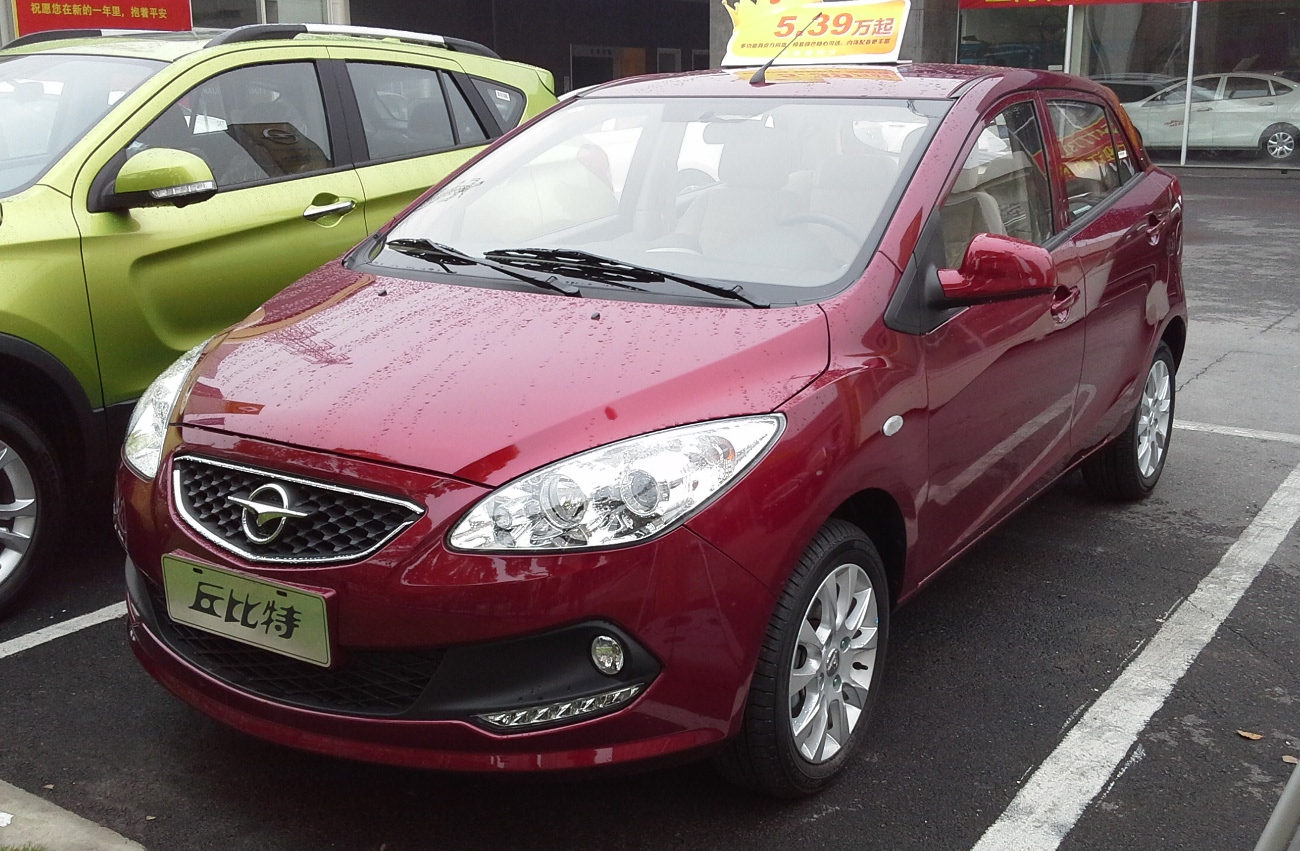
فیس لیفت هایما ۲ (جلو)
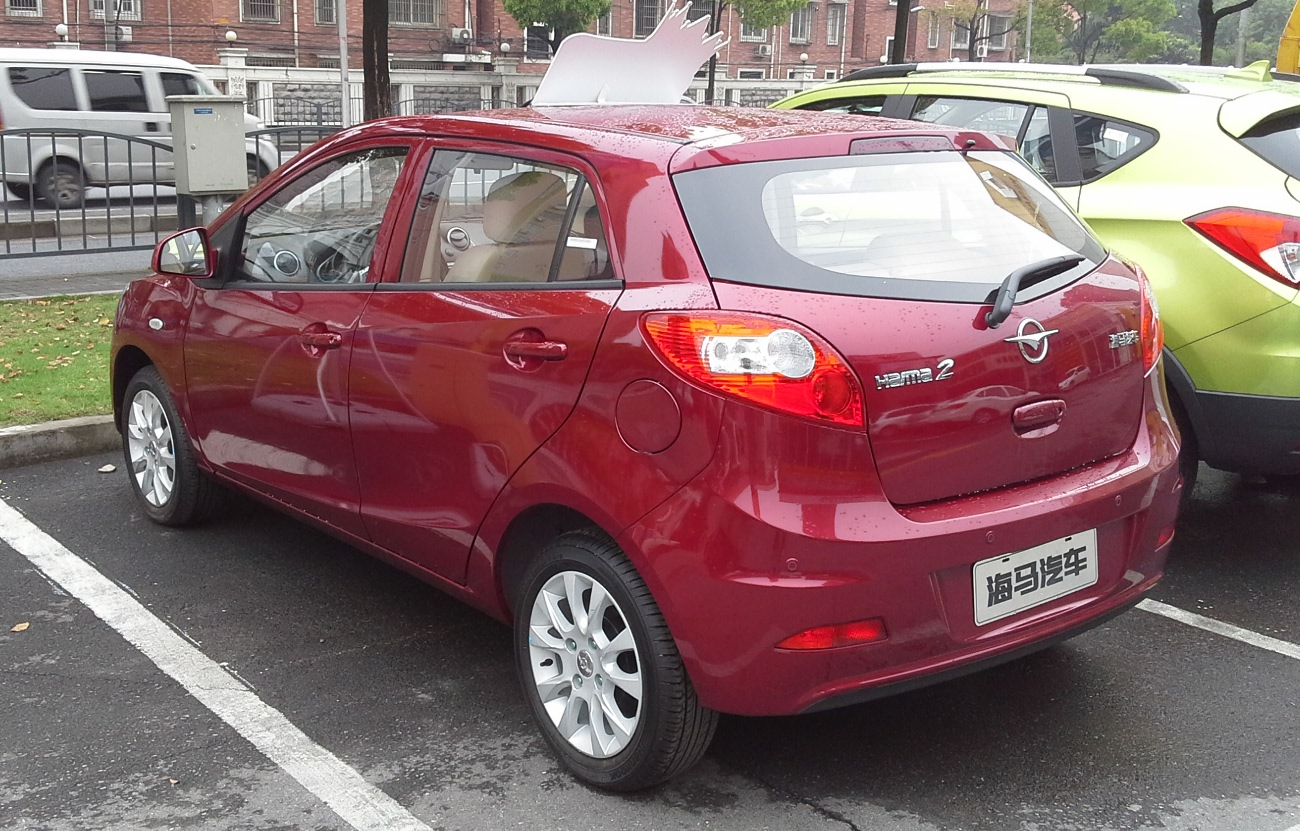
فیس لیفت هایما ۲ (عقب)